# Johann Gustav Fischer
Johann Gustav Fischer (ur. 1 marca 1819 w Hamburgu, zm. 27 stycznia 1889) – niemiecki zoolog, ichtiolog i herpetolog.

## Życiorys
Studiował na Uniwersytecie w Lipsku, w 1843 przedstawił na Uniwersytecie Berlińskim pracę dotyczącą nerwów czaszkowych u gadów i płazów i uzyskał tytuł doktora nauk przyrodniczych. Następnie powrócił do Hamburga, gdzie wykładał w Johanneum oraz pracował naukowo w tamtejszym Muzeum Historii Naturalnej. Jego badania dotyczyły przede wszystkim gadów i płazów, ale zajmował się również fauną wodną, m.in. małymi zwierzętami stanowiącymi część łańcucha pokarmowego gadów i płazów m.in. oczlikami. Zgromadził bogatą kolekcję herpetologiczną okazów występujących w Afryce Wschodniej, początkowo stanowiła ona własność Uniwersytetu w Hamburgu, a następnie została zakupiona przez Muzeum Historii Naturalnej w Londynie.

## Publikacje
- Über die Familie der Seeschlangen, Hamburg /1855/, link
- Die Gehirnnerven der Saurier, Osterprogramm Realschule Hamburg /1852/, link
- Anatomische Abhandlungen über die Perennibranchiaten und Derotremen, Hamburg /1864/, link
- Amphibiorum nudorum neurologiae specimen primum, Berlin, Besser /1843/, link
- Ichthyologische und herpetologische Bemerkungen, /1885/.

## Opisane taksony
- Adelphicos quadrivirgatum sargii (Fischer, 1885)
- Ahaetulla fasciolata (Fischer, 1885)
- Ameiva bifrontata divisa (Fischer, 1879)
- Ameiva chrysolaema regularis Fischer, 1888
- Atheris subocularis Fischer, 1888
- Brachymeles gracilis (Fischer, 1885)
- Brachymeles schadenbergi (Fischer, 1885)
- Calamaria grabowskyi Fischer, 1885
- Chilabothrus gracilis Fischer, 1888
- Chilabothrus striatus (Fischer, 1856)
- Ctenophorus isolepis (Fischer, 1881)
- Delma impar (Fischer, 1882)
- Dipsas alternans (Fischer, 1885)
- Enulius flavitorques unicolor (Fischer, 1881)
- Gastropholis Fischer, 1886
- Gastropholis vittata Fischer, 1886
- Hapsidophrys Fischer, 1856
- Hapsidophrys lineatus Fischer, 1856
- Hydrophis pachycercos Fischer, 1855
- Leptobrachium montanum Fischer, 1885
- Lerista bipes (Fischer, 1882)
- Lerista muelleri (Fischer, 1881)
- Liopholidophis varius (Fischer, 1884)
- Lycodon ruhstrati (Fischer, 1886)
- Meizodon Fischer, 1856
- Meizodon regularis Fischer, 1856
- Mesoscincus schwartzei (Fischer, 1884)
- Naultinus rudis (Fischer, 1881)
- Orthriophis taeniurus grabowskyi (Fischer, 1885)
- Oscaecilia polyzona (Fischer, 1880)
- Pachydactylus laevigatus Fischer, 1888
- Perochirus scutellatus (Fischer, 1882)
- Pseudoferania polylepis (Fischer, 1886)
- Pygopus nigriceps (Fischer, 1882)
- Rhamphiophis rubropunctatus Fischer, 1884
- Spalerosophis atriceps (Fischer, 1885)
- Taeniophallus bilineatus (Fischer, 1885)
- Takydromus wolteri (Fischer, 1885)
- Tomopterna monticola (Fischer, 1884)
- Toxicodryas pulverulenta (Fischer, 1856)
- Trioceros bitaeniatus (Fischer, 1884)
- Typhlonectes natans (Fischer, 1880)
- Urosaurus irregularis (Fischer, 1881)

## Gatunki nazwane na jego cześć
- Kinyongia fischeri (Reichenow, 1887)
- Lygodactylus fischeri Boulenger, 1890
- Tropidodipsas fischeri Boulenger, 1894